# 장자크 고소
장자크 고소 고소(프랑스어: Jean-Jacques Gosso Gosso, 1983년 3월 15일 ~ )는 코트디부아르의 전 축구 선수로, 포지션은 수비형 미드필더였다. 그는 코트디부아르, 이스라엘, 모로코, 프랑스, 튀르키예에서 활약했다. 그는 코트디부아르 국가대표팀으로 22경기에 출전했고, 2010년과 2012년 아프리카 네이션스컵에 출전했다.

## 구단 경력

### 스텔라 클뢰브
코트디부아르 아비장에서 태어난 고소는 스텔라 클뢰브에서 그의 경력을 시작했다. 2004년, 그는 2006년 계약이 끝날 때까지 모로코의 위다드로 옮겼다. 그 후 그는 2006년 마카비 텔아비브와 조건을 논의하기 위해 이스라엘로 갔다. 클럽의 재정적인 제약 때문에, 그들은 선수의 재정적인 요구 사항을 생각해 낼 수 없었다.

### 아슈드도
몇 달 후 고소의 이름이 다시 떠올랐지만 이번에는 아슈도드가 선수와 계약 조건에 동의했고 계약을 체결할 예정이라는 소식이 퍼졌다. 결국 고소는 아슈도드에 합류했고 마카비 텔아비브와의 첫 번째 리그 경기에서 즉시 주전 자리를 얻었다.

### AS 모나코
2008년 7월 8일, 고소는 모나코 팀 AS 모나코와 함께 재판을 받을 것이라고 발표되었다. 2008년 7월 22일, AS 모나코는 3년 계약의 성공적인 재판 후 고소와 계약할 것이라고 발표되었다.

### 오르두스포르
2011년 7월, 고소는 튀르키예 쉬페르리그의 오르두스포르와 3년 계약을 맺었다. 2012년 10월 18일, 고소는 상호 합의에 의해 2년 일찍 계약이 종료된 후 클럽을 떠났다.
2012-2013년 시즌을 메르신 이드만에서 마친 후, 고소는 앙카라의 겐츨레르비를리이이에서 1년 계약을 맺었다.

## 국가대표팀 경력
그는 2003년 아랍에미리트에서 열린 FIFA 세계 청소년 축구 선수권 대회에서 코트디부아르 U-20 국가대표팀의 일원이었다.
그는 2008년에 처음으로 성인 국가대표팀에 소집되었고, 앙골라에서 열린 2010년 아프리카 네이션스컵에 참가할 코트디부아르 국가대표팀의 일원으로 지명되었다.
그는 적도 기니와 가봉에서 열린 2012년 아프리카 네이션스컵 에선발되어 주로 라이트백으로 활약했다.